# Камостат
Камостат (INN; код разработки FOY-305) является ингибитором сериновой протеазы. Ферменты сериновой протеазы выполняют множество функций в организме, поэтому камостат обладает широким спектром действия. Он используется при лечении некоторых форм рака, а также эффективен против некоторых вирусных инфекций. Кроме того он ингибирует фиброз при заболеваниях печени или почек а также при панкреатите.. Препарат камостат мезилат одобрен для использования в Японии. Поскольку известно, что препарат мезилат камостата ингибирует фурин-подобную протеазу TMPRSS2, которая необходима для проникновения коронавируса SARS-CoV-2 в клетки, было предложено использовать его чтобы предотвращать заражение SARS-CoV-2.

## Фармакология
Ингибитор фермента трансмембранной протеазы серина 2 (TMPRSS2).
При хроническом панкреатите доза камостата составляет 600 мг в сутки, при послеоперационном рефлюкс-эзофагите — 300 мг.
Суточная доза разделена на 3 приема, принимать препарат необходимо после каждого приема пищи.

## Побочные эффекты
В качестве побочных эффектов сообщалось об аллергических реакциях, включая анафилаксию, гиперчувствительность, гиперкалиемию, истощение тромбоцитов и лейкоцитов, дисфункцию печени, желтуху.